# 美保唯
美保 唯（みほ ゆい、1984年7月1日 - ）は、日本出身の元AV女優。

## 略歴
セクシアの制作による『Pure love ～ピュアラブ～』という作品への出演をもって2004年にAVデビュー。翌2005年にはレアル・ワークスの『唯と一緒にオナニーしようよ』でセルデビューを行った。

## 出演作品
2004年
- Pure love ～ピュアラブ～（1月30日（レンタル）/ 2月6日（セル）、セクシア）
- Sweet Memories（2月27日（レンタル）/ 3月5日（セル）、セクシア）
- あなたに逢いたい（3月26日、セクシア）
- プリティーワイフ（4月30日、セクシア）
- 酷夢～ドリーム～（5月28日（レンタル）/ 6月4日（セル）、セクシア）
- 女教師の秘蜜（6月25日、セクシア）
- S≒M（nearly equal）（8月20日（レンタル）/ 9月10日（セル）、セクシア）
- コスプレ魂。（9月17日、セクシア）
- 田舎でしようよ!（10月29日、セクシア）
- SexiA 裏映像集（12月24日（レンタル）/ 2005年1月14日（セル）、セクシア）他出演:瀬戸準、高井七海、金城アンナ、仲村もも、穂花

2005年
- 唯と一緒にオナニーしようよ（1月21日、レアル・ワークス）
- 猥褻フェラチオ（2月18日、レアル・ワークス）
- アソコとアナル（3月18日、レアル・ワークス）
- 美保唯と天衣みつのダブル・ユードリーム（4月22日、レアル・ワークス）共演:天衣みつ
- 女子校生 美保唯はボクのもの（6月3日、レアル・ワークス）
- 極 本番（8月19日、GLAY'z）
- ハイパーデジタルモザイクVol.002（10月1日、MOODYZ）
- 無限中出し（11月1日、MOODYZ）
- 美保唯の生ハメAVデート（11月19日、HARD CORE MANIAX）

2006年
- SMっぽいの好きですか？いもうと系（6月30日、笠倉出版社）他出演:高井七海、今井つかさ
- 外ズボッ!（8月31日、笠倉出版社）他出演:二宮沙樹、仲村もも、遥みなみ
- 現場裏ハメ撮り○秘映像（9月29日、笠倉出版社）他出演:村山かづは、金城アンナ、仲村もも、松村優、友恵ゆい

## ディスコグラフィ

### シングル
- モトカノ　（2004年12月18日、Sexual Kiss Records） - マキシシングル DVD + CD